# Мария Станчева
Мария Асенова Станчева е българска микропалеонтоложка.

## Биография
Мария Станчева е родена на 7 август 1925 г. в град Сливен в семейството на учители. През 1944 г. завършва средното си образование в Сливенската девическа гимназия. Същата година е приета за студентка в Софийския университет „Свети Климент Охридски“ по специалността „естествена история“. През 1948 се дипломира успешно, но поради заболяване прекъсва за дълго по-нататъшното си развитие. През 1952 г. е приета за аспирантка към катедрата по палеонтология в тогавашния Биолого-геолого-географски факултет на Софийския университет, като нa 12 март 1957 г. успешно защитава дисертация на тема: „Проучвания върху P. P. Lenticulina и Robulus от кредата и терциера в Североизточна България“.
През 1976 г. преминава на работа от Геологическия институт на БАН, където е старши научен сътрудник, като доцент в Софийския университет „Свети Климент Охридски“. Преподава курса по микропалеонтология. През 1983 г. е избрана за професор по микропалеонтолагия. През 1981 г. издава учебник по „Микропалеонтология“.
Научните ѝ интереси първоначално са насочени към изследване на фораминиферите. Публикува данни за находки на калпионели в България. През 1990 г. публикува своя капитален труд върху миоценските остракоди в Северна България: „Upper Miocen Ostracods from Northern Bulgaria“.
През 70-те години на 20-ти век Мария Станчева работи и в геоложката група на БАН в помощ на Кубинската академия на науките във връзка с изготвянето на геоложка карта на Куба.
Мария Станчева почива на 15 март 2019 г. в София.